# パヴリケニ
パヴリケニ（Pavlikeni (ブルガリア語: Павликени)）は、ブルガリア北東部の町、およびそれを中心とした基礎自治体。ヴェリコ・タルノヴォ州に属する。
パヴリケニはかつて陶磁器生産の中心地であったと考えられている。古代ローマおよびトラキア時代の遺跡からの出土品によってそのことが示される。今日のパヴリケニにつながる町は13世紀から14世紀にかけて建設されたもので、マリノポルツィ（Маринополци / Marinopoltsi）と呼ばれた。町はパウロ派（en）が多数を占めていたことから、やがて現在の名になった。
オスマン帝国時代、町の人口構成は大きく変化し、多くのトルコ人が居住し、町はほぼトルコ系となった。ブルガリア解放以降、トルコ人たちは町を去り、代わってバルカン山脈からブルガリア人が移り住んだ。ブルガリア解放以降、パヴリケニは工芸と交易の町として発展し、多くの新しい建物が建造された。パヴリケニは1943年に町に昇格した。

## 町村
パヴリケニ基礎自治体（Община Павликени）には、その中心であるパヴリケニをはじめ、以下の町村（集落）が存在している。
- Батак
- Бутово
- Бяла Черква
- Вишовград
- Върбовка
- Горна Липница
- Димча
- Долна Липница
- Дъскот
- Караисен

- Лесичери
- Михалци
- Мусина
- Недан
- Павликени
- Паскалевец
- Патреш
- Росица
- Сломер
- Стамболово

## 宗教
| 宗教構成（パヴリケニ） | 宗教構成（パヴリケニ） | 宗教構成（パヴリケニ） | 宗教構成（パヴリケニ） | 宗教構成（パヴリケニ） |
| ---------------------- | ---------------------- | ---------------------- | ---------------------- | ---------------------- |
|                        |                        |                        |                        |                        |
| 正教                   | 正教                   |                        | 78.5%                  | 78.5%                  |
| カトリック教           | カトリック教           |                        | 0.5%                   | 0.5%                   |
| プロテスタント         | プロテスタント         |                        | 0.5%                   | 0.5%                   |
| イスラム教             | イスラム教             |                        | 5.7%                   | 5.7%                   |
| 無宗教                 | 無宗教                 |                        | 7.7%                   | 7.7%                   |
| 未回答、その他、不明   | 未回答、その他、不明   |                        | 7.1%                   | 7.1%                   |